# Przemysł piwowarski

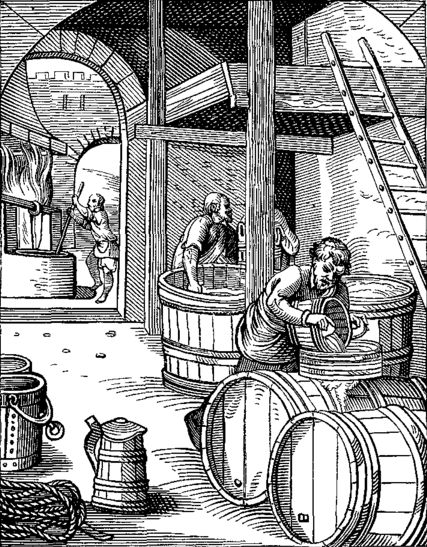
XVI-wieczny browar

Przemysł piwowarski zajmuje się warzeniem piwa.
Obejmuje browary, słodownie, wytwórnie bezalkoholowych napojów gazowanych i ekstraktu słodowego oraz wytwórnie ekstraktu chmielowego.